# ملت بی‌کشور
ملت بی‌کشور قوم یا ملتی است که کشور خاص خود را ندارد و در هیچ دولت ملی اکثریت جمعیت نیست. اصطلاح «بی‌کشور» به این معنی است که این گروه «باید» چنین کشوری را داشته باشد. اعضای ملت‌های بی‌کشور ممکن است شهروندان کشوری باشند که در آن زندگی می‌کنند، یا ممکن است شهروندی آن کشور از آن‌ها سلب شود. ملت‌های بی‌کشور معمولاً در ورزش‌های بین‌المللی یا در سازمان‌های بین‌المللی مانند سازمان ملل نمایندگی ندارند. ملت‌های بی‌کشور به عنوان ملت‌های جهان چهارم دسته‌بندی می‌شوند. برخی از ملت‌های بی‌کشور دارای سابقه حاکمیت ملی هستند و برخی دیگر همیشه یک ملت بدون کشور و تحت سلطه ملت دیگری بودند.
از آنجایی که همه کشورها دولت ملی نیستند، گروه‌های قومی نیز وجود دارند که در کشورهای چندملیتی زندگی می‌کنند بدون اینکه «ملت‌های بی‌کشور» شناخته شوند.